# 19349 Данжуа
19349 Данжуа́ (19349 Denjoy) — астероїд головного поясу, відкритий 13 лютого 1997 року.
Тіссеранів параметр щодо Юпітера — 3,321.